# Pantaleo Corvino

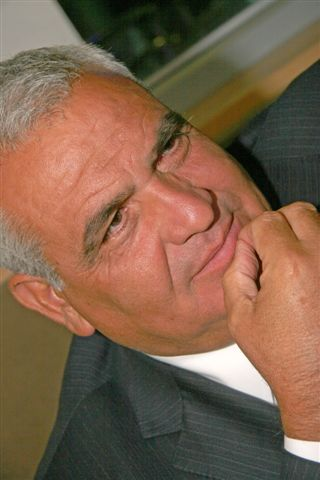

Pantaleo Corvino (n. 1 de enero de 1950, Vernole, Lecce) es un director deportivo italiano, actualmente trabaja para US Lecce.
Después de la muerte de su padre, se vio obligado a interrumpir su carrera como jugador y se convirtió en oficial (militar) no comisionado.
Su carrera comenzó en la gestión de su ciudad, de Vernole. Después trabajó para Scorrano antes de trasladarse a la Serie C1 al Casarano, convirtiéndose así al fútbol profesional. Durante sus 10 años allí, él firmó a Fabrizio Miccoli.
Fue director deportivo de Lecce desde 1998 a 2005, ganando una reputación para la exploración y la firma de nuevos talentos como los delanteros Ernesto Javier Chevantón, Valeri Bojinov (quien descubrió a la edad de 14 años mientras jugaba para Pietà Hotspurs), Mirko Vučinić y el mediocampista Cristian Ledesma . En junio de 2000, estaba a punto de firmar al jugador búlgaro Dimitar Berbatov, que más tarde disfrutó de una exitosa carrera. Corvino, dijo en una entrevista que Berbatov ya había empezado la operación, pero cuando se trataba de la firma del contrato, el movimiento se derrumbó, probablemente debido a una petición del propio jugador.
Él ha estado en la Fiorentina desde 2005. En la Fiorentina, los más notablemente firmado son Zdravko Kuzmanovic, Stevan Jovetić, Pablo Daniel Osvaldo, Felipe Melo, Juan Manuel Vargas, Artur Boruc, Luca Toni, Alberto Gilardino, Adrian Mutu y muchos otros jugadores.
En marzo de 2012, la Fiorentina declaró oficialmente que el contrato de Corvino no sería renovado. Fue reemplazado por el exdirector de la Associazione Sportiva Roma, Daniele Prade.
- Datos: Q1080979
- Multimedia: Pantaleo Corvino / Q1080979